# Stará Halič
Stará Halič je obec v okrese Lučenec v Banskobystrickém kraji na Slovensku. Leží na severozápadním okraji Lučenské kotliny v údolí Tuhárskeho potoka. Nejbližší města jsou Lučenec vzdálen 10 km jihovýchodně a Detva 30 km severně. Žije zde 638 obyvatel.
První písemná zmínka o vesnici pochází z roku 1350. V opevněném areálu na jižním okraji obce se nachází jednolodní gotický římskokatolický kostel svatého Jiří z období kolem roku 1300. Díky nástěnným freskám byl kostelík zapsán do souboru národních kulturních památek pod označením Středověké nástěnné malby na Slovensku. Součástí opevněného areálu je dřevěná renesanční zvonice z roku 1673.